# 鄭之珖
鄭之珖（？—1650年代），字於斯，順慶府廣安州人，明朝、南明政治人物。

## 生平
鄭之珖是崇禎三年（1630年）的舉人，獲授高州推官，為政簡約；轉任通州知州，但未到任北京就已經失陷。隆武帝繼位，陞鄭之珖為工部主事，轉官員外郎；福京淪陷，他在新會賣藥為生。永曆二年（1648年），永曆帝改任他為戶部員外郎，兩年後（1650年）擢官祠祭郎中；命令他在貴州主持鄉試，但未成功。其時孫可望進入貴州，用兵要脅朝廷取得爵位，不從者就遭殺害。鄭之珖棄官在湄水耕種，和錢邦芑互相賦詩，死後諡號貞愨。

## 引用
1. 1 2  錢海岳《南明史·卷五十八·列傳第三十四》：同時鄭之珖，字於斯，廣安人。崇禎三年舉於鄉。授高州推官，清約不擾民。遷通州知州，未赴而北京亡。紹宗立，陞工部主事，轉員外郎。福京亡，賣藥新會。
2. ↑  錢海岳《南明史·卷五十八·列傳第三十四》：永曆二年，改戶部。四年，擢祠祭郎中。命典試貴州不果。會孫可望入黔，以兵脅朝廷索封，文武不從者殺之。之珖棄官，躬耕湄水，與錢邦芑唱和。卒，諡貞愨。